# Resolutie 2413 Veiligheidsraad Verenigde Naties
Resolutie 2413 van de Veiligheidsraad van de Verenigde Naties werd unaniem aangenomen op 26 april 2018. De Veiligheidsraad nam akte van voorstellen van secretaris-generaal António Guterres om de plannen voor vredesopbouw sneller uit te voeren.
De Algemene Vergadering nam op dezelfde dag resolutie 72/276 aan, die de secretaris-generaal vroeg zijn ideeën verder uit te werken en te rapporteren over de uitvoering van resolutie 70/262 uit 2016.

## Achtergrond
In 2015 begon in het kader van de tiende verjaardag van de Vredesopbouwcommissie, het Vredesopbouwfonds en het Vredesopbouwondersteuningskantoor een evaluatie van de vredesopbouwarchitectuur van de Verenigde Naties. In 2016 vroegen de Algemene Vergadering en de Veiligheidsraad middels de zogenaamde "tweelingresoluties", resolutie 70/262 van de Algemene Vergadering en resolutie 2282 van de Veiligheidsraad, deze tegen 2020 grondig te herzien, zodat de VN zijn rol als handhaver van vrede beter kon vervullen.
Er werd ook erkend dat op de eerste plaats de landen zelf verantwoordelijk waren voor het handhaven van de vrede, en dat zij beter moesten samenwerken om conflicten lang op voorhand te voorkomen, door de problemen die aan de basis lagen aan te pakken. Duurzame ontwikkeling werd als de beste oplossing gezien. Hiertoe waren de duurzameontwikkelingsdoelstellingen voor 2030 opgesteld.
Verder was het belangrijk dat vrouwen zowel nationaal als internationaal bij het beleid werden betrokken. Er was immers een direct verband aangetoond tussen gendergelijkheid en het voorkomen van conflicten.
Voorts moest ook de cohesie tussen de verschillende VN-instellingen worden verhoogd. De versnippering tussen de verschillende instellingen bemoeilijkte de ondersteuning aan de vredesinitiatieven van de lidstaten. Het Vredesopbouwondersteuningskantoor zou centraal komen te staan tussen de verschillende instellingen en andere organisaties. Het kantoor zou ook worden samengevoegd met het Departement van Politieke Zaken en het Departement van Vredesoperaties. Dit nieuwe Departement van Politieke en Vredesopbouwzaken werd in januari 2019 opgericht.
Ten slotte moest ook de financiering van deze architectuur versterkt worden. De uitgaven van de internationale gemeenschap aan humanitaire tussenkomsten, vredesmachten en vluchtelingen rezen steeds verder de pan uit. De voorbije tien jaren ging het om bijna 200 miljard euro. Conflicten voorkomen zou volgens een studie van de VN met de Wereldbank elk jaar circa vier tot zestig miljard euro kunnen besparen. Doch had de VN hiervoor veel te weinig middelen ter beschikking: jaarlijks zo'n 170 miljoen euro. Het Vredesopbouwfonds zou jaarlijks naar schatting 425 miljoen nodig hebben.
De grootste geldschieters van de VN verzetten zich tegen het idee om vredesopbouw te bekostigen met vastgestelde bijdragen. Vooral de Europese landen wilden minder nadruk leggen op de financiering.
Rusland vreesde nog steeds dat het concept van vredeshandhaving zou botsen met de soevereiniteit van landen. Sommige leden van de Beweging van Niet-Gebonden Landen, die als een blok deelnamen aan de onderhandelingen, vreesden dat andere ontwikkelingshulp door de aandacht voor vredesopbouw zou terugvallen. Zij wilden het rapport van secretaris-generaal Guterres daarom niet "verwelkomen". Daarvoor in de plaats werd in de tekst gemeld dat de presentatie van het rapport werd verwelkomd.

## Inhoud
Secretaris-generaal António Guterres had zoals gevraagd in de resoluties uit 2016 een rapport ingediend met aanbevelingen en opties ter zake. De Algemene Vergadering had ook andere VN-organen, waaronder de Vredesopbouwcommissie, gevraagd deel te nemen aan de discussie van deze aanbevelingen en opties. Ook had men de secretaris-generaal gevraagd hier in zijn volgende rapport dieper op in te gaan, onder meer inzake de bekostiging van de vredesactiviteiten van de Verenigde Naties.
Lijst ·  2398 ·  2399 ·  2400 ·  2401 ·  2402 ·  2403 ·  2404 ·  2405 ·  2406 ·  2407 ·  2408 ·  2409 ·  2410 ·  2411 ·  2412 ·  2413 ·  2414 ·  2415 ·  2416 ·  2417 ·  2418 ·  2419 ·  2420 ·  2421 ·  2422 ·  2423 ·  2424 ·  2425 ·  2426 ·  2427 ·  2428 ·  2429 ·  2430 ·  2431 ·  2432 ·  2433 ·  2434 ·  2435 ·  2436 ·  2437 ·  2438 ·  2439 ·  2440 ·  2441 ·  2442 ·  2443 ·  2444 ·  2445 ·  2446 ·  2447 ·  2448 ·  2449 ·  2450 ·  2451